# Papinsaari (ö i Finland, Päijänne-Tavastland, Lahtis, lat 61,70, long 25,64)
Papinsaari är en ö i Finland. Den ligger i sjön Päijänne och i kommunen Sysmä i den ekonomiska regionen  Lahtis ekonomiska region  och landskapet Päijänne-Tavastland, i den södra delen av landet, 170 km norr om huvudstaden Helsingfors. Öns area är 0,4 hektar och dess största längd är 110 meter i sydväst-nordöstlig riktning.